# Samsung Galaxy S20
Samsung Galaxy S20 è una linea di smartphone progettata, sviluppata, prodotta e commercializzata da Samsung Electronics come parte della serie Galaxy S. Sono i successori della serie Galaxy S10 e sono stati svelati all'evento Galaxy Unpacked di Samsung l'11 febbraio 2020.
La linea S20 comprende i modelli di punta Galaxy S20 e Galaxy S20+, differenziati principalmente per le dimensioni dello schermo, nonché un modello più grande incentrato sulla fotocamera, il Galaxy S20 Ultra 5G. Gli aggiornamenti chiave rispetto al modello precedente, oltre alle specifiche migliorate, includono un display con una frequenza di aggiornamento di 120Hz e un sistema di telecamere migliorato che supporta la registrazione video 8K e uno zoom super-risoluzione di 30-100x, a seconda del modello.
È la prima linea di smartphone a ricevere la certificazione USB per caricabatterie rapido dal USB Implementers Forum (USB-IF) e l'ultimo Samsung Galaxy S ad accettare una memoria esterna (MicroSD).
Il 23 settembre 2020, è stato rivelato tramite un nuovo Galaxy Unpacked, il Samsung Galaxy S20 Fan Edition, la versione più economica della gamma.

## Storia
Inizialmente si pensava che lo smartphone dovesse chiamarsi Galaxy S11, in quanto estensione logica del predecessore. Tuttavia, nel gennaio 2020 è stato rivelato il nome ufficiale, Galaxy S20. Inoltre, i dettagli relativi al telefono sono stati resi ampiamente noti prima del rilascio, specialmente le specifiche e il design.

## Design
La serie Galaxy S20 ha un design simile al Samsung Galaxy Note 10, con un display Infinity-O (introdotto per la prima volta sul Galaxy S10) contenente un foro circolare nella parte superiore centrale per la fotocamera frontale. A differenza dei precedenti Galaxy S, le fotocamere non sono centrate, ma situate nell'angolo con una sporgenza rettangolare simile a quella di iPhone 11 e Pixel 4. L'S20 e S20+ ospitano rispettivamente tre o quattro fotocamere nel dosso, mentre l'S20 Ultra ospita quattro fotocamere in un urto più grande. L'S20 è disponibile in tre colorazioni (Cosmic Grey, Cloud Blue, Cloud White e Cloud Pink), mentre S20+ è disponibile in Cosmic Grey, Cloud Blue, Cloud White e Cosmic Black. L'S20 Ultra 5G è disponibile in Cosmic Black e Cosmic Grey.

## Specifiche

### Hardware
La linea S20 comprende tre modelli con diverse caratteristiche hardware per ognuno.

#### Chipset
I modelli internazionali dell'S20 utilizzano il system-on-a-chip Samsung Exynos 990, mentre i modelli statunitensi utilizzano Qualcomm Snapdragon 865.

#### Schermo
Il display è di tipo Dynamic AMOLED da 1440p con supporto HDR10+ e tecnologia Dynamic tone mapping. S20 e S20+ hanno rispettivamente un display da 6,2 pollici e un display da 6,7 pollici, mentre S20 Ultra ha un display da 6,9 pollici con una risoluzione dello schermo di 1440 × 3040 pixel, con frequenza d'aggiornamento di 120 Hz.
Gli schermi di tutti i modelli hanno i bordi laterali curvi e utilizzano il rapporto d'aspetto 20:9.

#### Memoria
La RAM è di 8 GB su S20 e S20+ e 12 GB su S20 Ultra 5G. I primi hanno uno spazio d'archiviazione interno di 128 GB mentre S20 Ultra dispone dei tagli da 256 e 512 GB, espandibili tramite microSD fino a un massimo di 1,5 TB.

#### Biometria
Le opzioni biometriche sono le medesime dei modelli Samsung Galaxy abilitati. Il lettore di impronte digitali a ultrasuoni è integrato sul display come sul modello precedente.

#### Batteria
S20, S20+ e S20 Ultra utilizzano batterie rispettivamente da 4000 mAh, 4500 mAh e 5000 mAh e la ricarica induttiva Qi è supportata fino a 15 W, nonché la possibilità di caricare altri dispositivi compatibili Qi con il proprio dispositivo. La ricarica cablata avviene tramite cavo USB-C ed è supportata fino a 25 W per S20 e S20+ e 45 W per S20 Ultra 5G.

#### Connettività
Tutti i modello supportano la tecnologia 5G; tuttavia lo standard S20 non è compatibile con reti ad onde millimetriche ultra veloci e supporta solo "sub-6" 5G. Il jack audio da 3,5 mm è stato omesso da tutti i modelli.

#### Fotocamere
Sulle fotocamere dei modelli S20 sono state effettuate alcune migliorie rispetto ai predecessori. Se i megapixel del sensore principale e dell'ultragrandangolo sono rimasti invariati su S20 e S20+, il teleobiettivo ha ricevuto alcuni miglioramenti. Il teleobiettivo da 64 megapixel, contrassegnato come "Space Zoom", supporta lo zoom ottico ibrido 3X (contrassegnato come "Zoom ottico ibrido") e lo zoom digitale 30X a 64 megapixel sul nuovo sensore del teleobiettivo (definito "Zoom super risoluzione"). L'S20+ ha un sensore di profondità a tempo di volo (marchiato come "DepthVision Camera") oltre alle normali fotocamere dell'S20.
Il Galaxy S20 Ultra 5G, invece, possiede 4 sensori, di cui uno principale da 108 megapixel, uno ultragrandangolare da 12 megapixel e un teleobiettivo da 48 megapixel accompagnato da un sensore di profondità, in grado di zoomare 10 volte otticamente e 100 volte in digitale. Sia il sensore grandangolare che il teleobiettivo utilizzano il binning dei pixel per produrre immagini di qualità superiore a una risoluzione standard, con il sensore grandangolare che utilizza la tecnologia Nonacell che raggruppa 3x3 pixel per catturare più luce. È presente anche la modalità Single Take, che consente agli utenti di acquisire foto o video contemporaneamente con sensori diversi. Tutti e tre i modelli sono in grado di registrare video fino a una risoluzione 8K a 24 fps.

### Software
Tutti e tre i telefoni sono stati rilasciati con Android 10 e l'interfaccia utente personalizzata One UI 2.1 di Samsung, aggiornata a fine estate 2020 alla versione 2.5.
Dal 2 dicembre 2020 è disponibile l’aggiornamento ad Android 11 con One UI 3.0, poi aggiornata a partire dal 18 febbraio 2021 alla versione 3.1.
A partire da fine dicembre 2021 comincia a ricevere Android 12 con One UI 4.0 in alcuni paesi. Il rilascio si estende a un maggior numero di nazioni a partire da gennaio 2022. A partire da marzo 2022 l'interfaccia One UI viene aggiornata alla versione 4.1.

## Fan Edition
Samsung Galaxy S20 FE (acronimo di Fan Edition) e Galaxy S20 FE 5G sono le varianti meno costose della gamma, presentate il 23 settembre 2020 tramite l'evento Galaxy Unpacked.

## Commercializzazione
Galaxy S20, S20+ e S20 Ultra 5G sono stati commercializzati negli Stati Uniti dal 6 marzo 2020 e in Europa dal 13 marzo 2020. I loro prezzi di lancio sono rispettivamente di €929, €1.029 e €1.379.
Galaxy S20 FE, invece, è stato commercializzato dal 2 ottobre 2020 in Italia ad un prezzo lancio di € 669,00 per la variante 4G e € 769,00 per la variante con supporto alle reti 5G.